# 坎德施泰格國際童軍中心
坎德施泰格國際童軍中心（英語：Kandersteg International Scout Centre, KISC）是位於瑞士坎德施泰格的國際童軍中心。該中心佔地17公頃，並提供小屋、木屋和露營地。該中心整年對童軍成員開放，並於大部分時間對非童軍成員開放。每年有超過50個不同國家與11,000名青少年造訪該中心。
坎德施泰格國際童軍中心為世界童軍運動組織的世界童軍中心。